# Rocca di Federico II

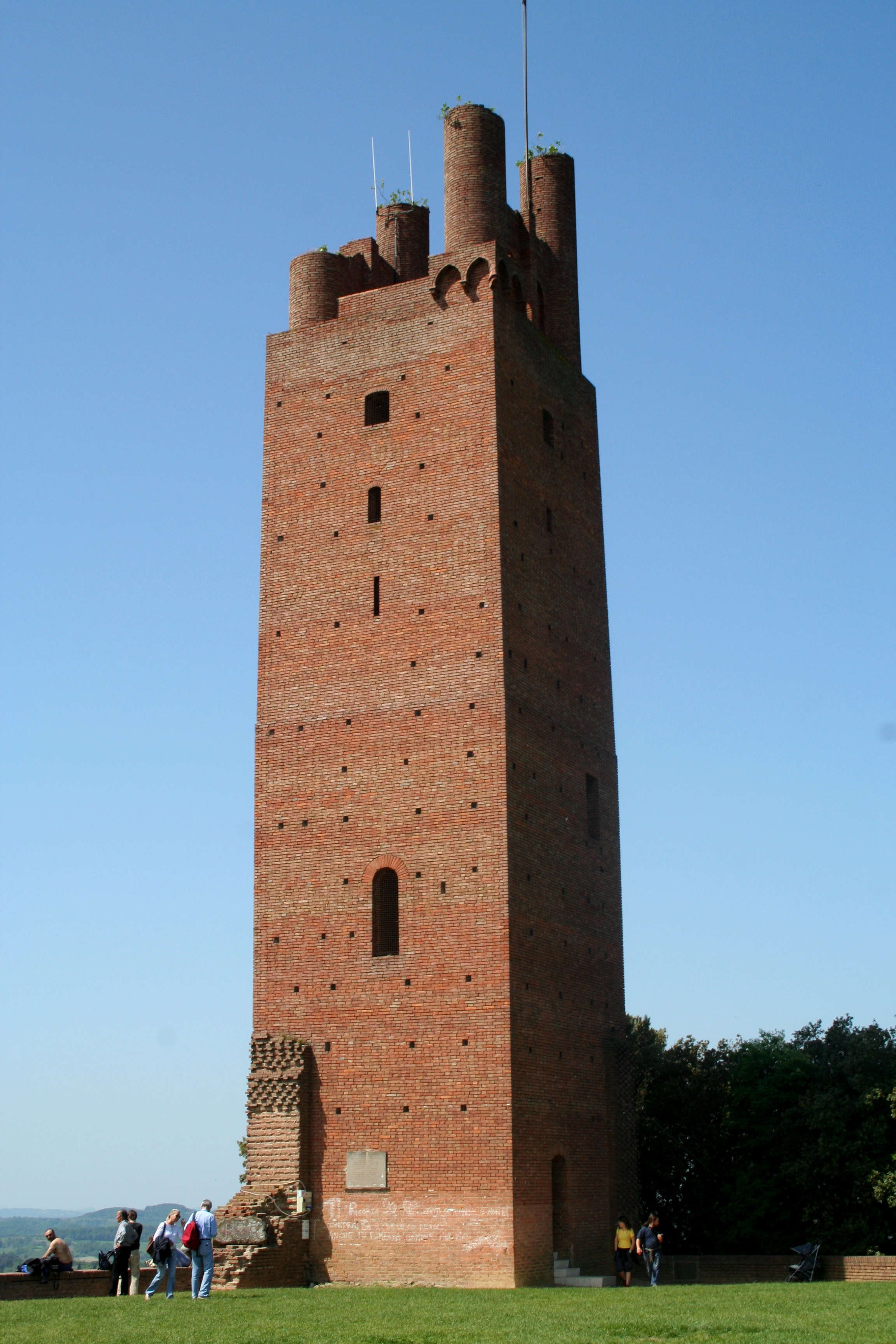
La nuova rocca costruita nel 1958

La Rocca di Federico II è una torre costruita nel XIII secolo a San Miniato (PI). Venne distrutta durante la Seconda guerra mondiale e ricostruita filologicamente nel 1958. Divenuta simbolo della città, la nuova torre è a pianta leggermente trapezoidale, alta 37 metri e dominante il tratto di Valdarno da una collina di 192 m.s.l.

## Storia
Sulla sommità del più alto dei tre colli che compongono la città di San Miniato tra il 1217 e il 1223 Federico II di Svevia fece costruire una rocca a completamento delle opere difensive già intraprese da Ottone I. La Rocca di Federico II insieme alla Torre di Matilde, attuale campanile della cattedrale, e alla torre delle Cornacchie (abbattuta nel XVIII secolo) erano i fulcri della fortificazioni della città. Si ritiene che già al tempo dei Romani sul colle fosse dislocato un centro di comando.
La posizione strategica della torre consentì, in epoca medievale, di porre un controllo sul transito tra Firenze e Pisa e lungo la via Francigena. Le caratteristiche della struttura indicano la probabile partecipazione alla costruzione di maestranze normanne. Un'iscrizione posta sulla torre riportava che a sopraintendere alla edificazione della torre era stato il cancelliere imperiale Corrado da Spira.
Al suo interno, secondo una tradizione, sarebbe stato accecato Pier della Vigna, già segretario dell'imperatore e poi caduto in disgrazia sotto accuse di tradimento o di corruzione.
Nel 1530 fu abbandonata e fu acquistata insieme ai terreni circostanti dal naturalista Michele Mercati archiatra pontificio, che vi stabilì la propria residenza. Il 20 luglio 1944 la costruzione fu minata dalle truppe tedesche in ritirata, che il 23 luglio 1944, alle 22:30, fecero esplodere le cariche poste all'interno, radendola al suolo.
La torre è stata fedelmente ricostruita nel 1958 per opera dell'architetto Renato Baldi e dell'ingegnere Emilio Brizzi ed è aperta al pubblico.